# Iglesia de San Francisco de Asís (Oranjestad)
La Iglesia de San Francisco de Asís o la Procatedral de San Francisco de Asís (en papiamento: Parokia San Francisco di Asis; en neerlandés: Sint Franciscus Kerk) es el nombre que recibe un edificio religioso que pertenece a la Iglesia católica y sirve como la procatedral o catedral temporal en la ciudad de Oranjestad en la isla caribeña de Aruba, un país autónomo del Reino de los Países Bajos en las Antillas Menores.
Se trata de un templo que sigue el rito romano o latino y depende de la Diócesis de Willemstad (Dioecesis Gulielmopolitana). Se trata de una de las iglesias más importantes en Aruba que se construyó en 1813 y que ofrece servicios religiosos en papiamento y en inglés.